# .jobs
A .jobs egy szponzorált internetes legfelső szintű tartomány kód, melyet 2005-ben hoztak létre, foglalkoztatással kapcsolatos oldalak számára.